# Stefan Uroš III Dečanski
Stefan Uroš III Dečanski, (serbisk kyrilliska: Стефан Урош III Дечански) eller Stefan Dečanski, (Стефан Дечански), född år 1285, död den 11 november 1331, var Serbiens kung från 1321 till den 8 september 1331 och är idag ett helgon inom den Serbisk-ortodoxa kyrkan. Han antog namnet Dečanski efter klostret och världsarvet Visoki Dečani eller Dečani som han lät bygga.
Han var son till kungen Stefan Uroš II Milutin och Anna av Bulgarien. Hans morfar var George I av Bulgarien och Maria, som var syster till Ivan Asen III av Bulgarien. Han gifte sig två gånger, först med Theodora, sedan med den bysantinska prinsessan Maria Palaiologina. Med Theodora fick han sonen Stefan Uroš IV Dušan som fängslade sin pappa och därmed blev hans efterträdare.

## Övrigt
I Sverige finns Helige Stefan Dečanskis serbisk-ortodoxa kyrka i Göteborg.